# Marcel Grossmann
Marcel Grossmann (Budapeste, 9 de abril de 1878 — Zurique, 7 de setembro de 1936) foi um matemático suíço.
O físico Albert Einstein foi colega de estudos e amigo próximo de Grossmann. Na tese de Einstein de abril de 1905 encontra-se uma dedicatória a Marcel Grossmann. Einstein sempre o consultava sobre questões matemáticas, tendo ambos publicado alguns trabalhos conjuntamente, por exemplo em 1913 Entwurf einer verallgemeinerten Relativitätstheorie und einer Theorie der Gravitation, no qual Einstein foi responsável pela parte física e Grossmann pela parte matemática.